# دوزیر (آلاباما)
دوزیر (به انگلیسی: Dozier) شهری در شهرستان کرنشا ایالت آلاباما است که مساحت آن ۷٫۶۹ کیلومتر مربع است و در سرشماری سال ۲۰۱۰ میلادی، ۳۲۹ نفر جمعیت داشته و تراکم جمعیتی آن، ۴۲٫۷۸ نفر در هر کیلومتر مربع بوده است.

## نگارخانه

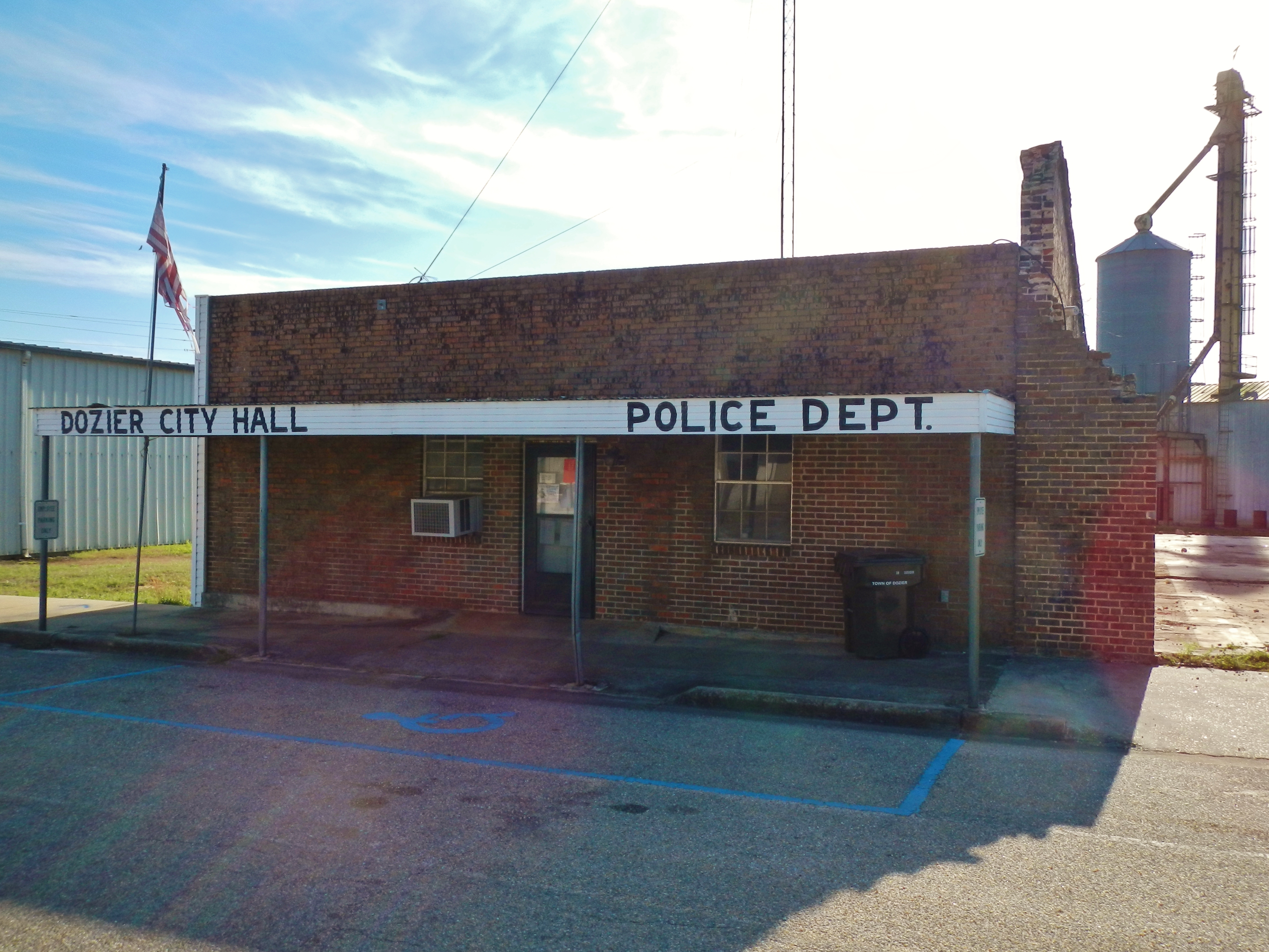
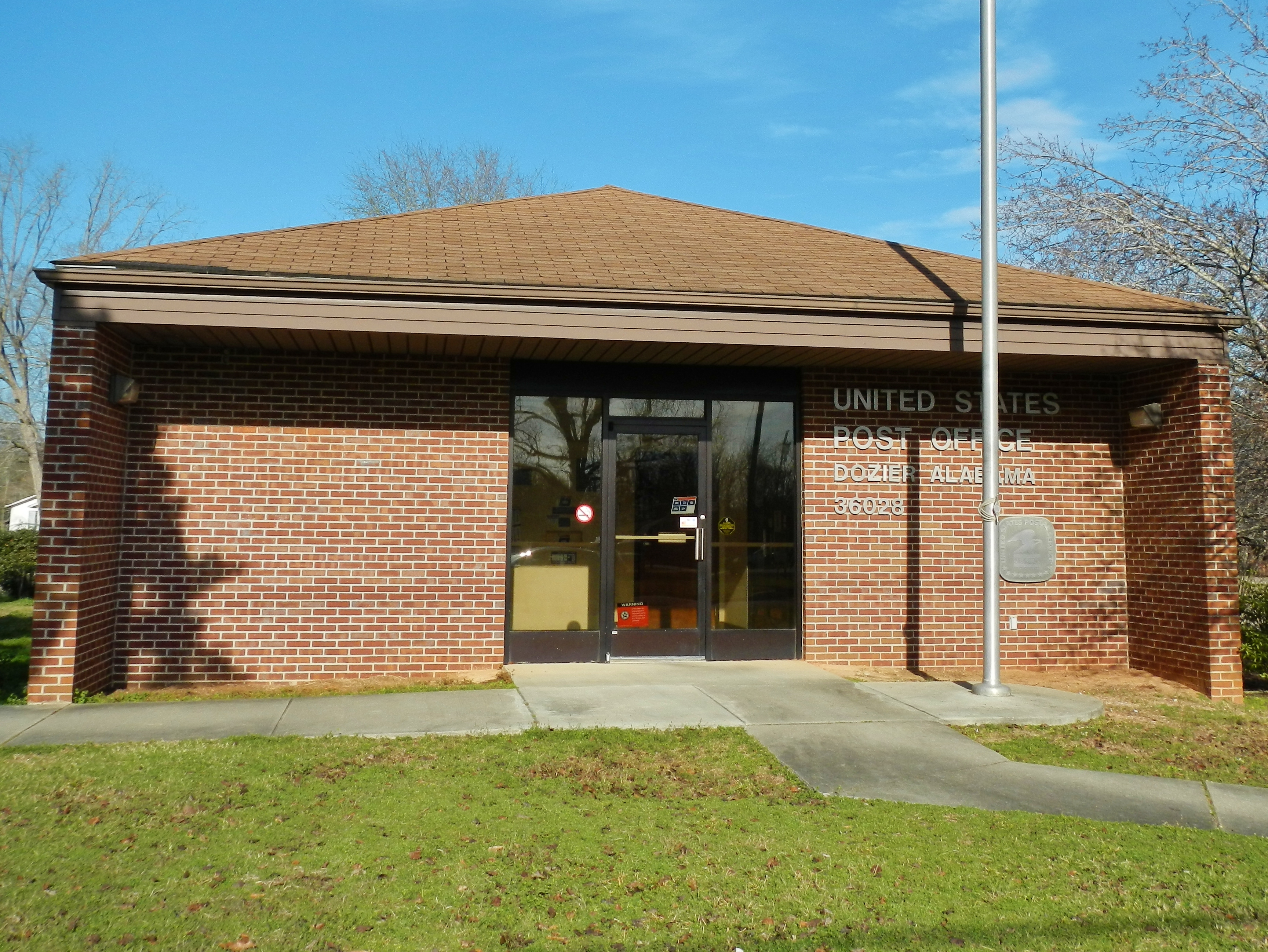
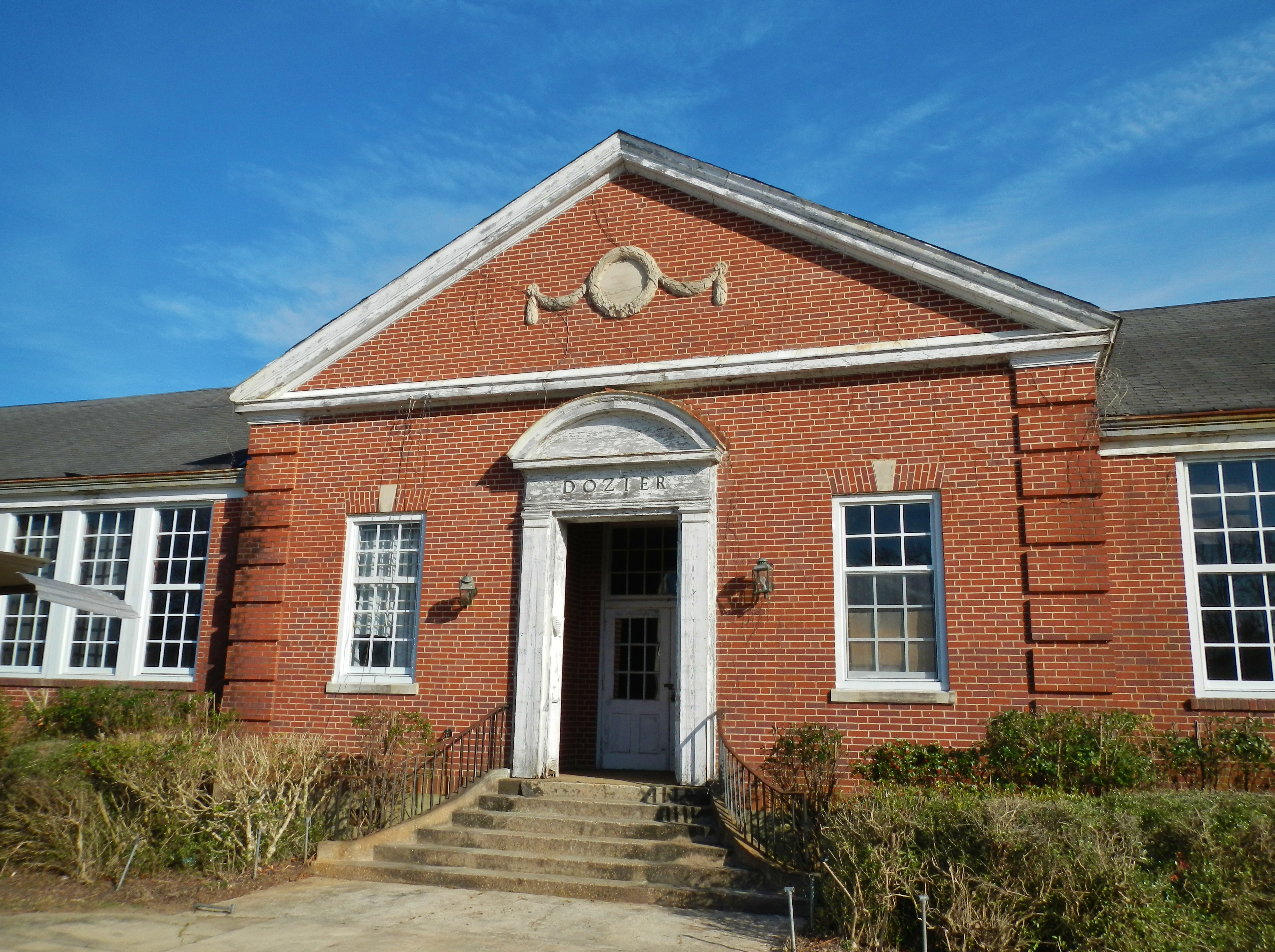